# Васильково (Гур'євський міський округ)
Васильково (рос. Васильково) — селище Гур'євського міського округу, Калінінградської області Росії. Входить до складу Великоісаковського сільського поселення.
Населення — 4527 осіб (2015 рік).

## Населення
| 1910 | 2002  | 2010  |
| ---- | ----- | ----- |
| 92   | ↗4236 | ↗4527 |